# Єрмілов Володимир Володимирович
Володимир Володимирович Єрмілов (29 жовтня 1904, місто Москва, тепер Російська Федерація — 19 листопада 1965, місто Москва, Російська Федерація) — радянський літературний критик, головний редактор «Литературной газеты» (1946—1950). Кандидат філологічних наук.

## Життєпис
Народився 16 (29) жовтня 1904 року в Москві в родині педагога та журналіста Володимира Євграфовича Єрмілова. Після 5-го класу гімназії зайнявся активною комсомольською роботою. У 1920–1921 роках разом із Леопольдом Авербахом редагував молодіжну газету «Юношеская правда» і був завідувачем відділу друку Московського комітету РКСМ (комсомолу). Друкувався з 1920 року.
1924 року закінчив факультету суспільних наук Московського державного університету.
У 1924 році отримав направлення Центрального комітету РЛКСМ на Урал, де працював редактором молодіжної газети «На смену» та завідувачем підвідділу друку Уральського обласного комітету РЛКСМ. 1925 року організував Уральську асоціацію пролетарських письменників.
У 1926—1929 роках — відповідальний редактор журналу «Молодая гвардия».
Член ВКП(б) з 1927 року.
У 1928—1932 роках — член редколегії та заступник відповідального редактора журналу «На литературном посту» та один із секретарів РАПП. Беручи активну участь у літературній полеміці, часом категорично виступав проти опонентів. Разом з командою борців проти «кумачової халтури», «фальші» та «буржуазного ідеалізму попутника» брав участь у критичній кампанії проти Володимира Маяковського.
У 1932—1938 роках — головний редактор одного з трьох провідних літературно-художніх журналів СРСР «Красная новь». На Першому з'їзді радянських письменників був обраний до правління Спілки письменників СРСР.
З 1938 року працював в Інституті світової літератури, де написав кандидатську дисертацію про Максима Горького та монографію про Олександра Малишкіна. Писав доноси на письменників. У 1939 році після його доносу було знищено книгу критичної прози Андрія Платонова.
У липні 1941 року записався в народне ополчення, але незабаром був відкликаний до Всесоюзного радіокомітету та призначений головним редактором літературного мовлення, де працював до 1944 року.
У 1946—1950 роках — головний редактор «Литературной газеты».
Один із найплодючіших радянських літераторів, з яким мало хто може зрівнятися за кількістю опублікованих праць. Автор статей про Максима Горького, Володимира Володимировича Маяковського, Олександра Георгійовича Малишкіна, монографій про творчість Антона Павловича Чехова (1949, 1954), Федора Михайловича Достоєвського (1949, 1956), Миколи Васильовича Гоголя (1953, 1959) та Лева Миколайовича Толстого (1963).
Помер 19 листопада 1965 року. Похований на Введенському цвинтарі Москви.

## Нагороди
- орден Трудового Червоного Прапора (22.01.1955)
- медаль «За доблесну працю у Великій Вітчизняній війні 1941—1945 рр.» (1945)
- медалі
- Сталінська премія ІІ ст. (1950) — за книги «А. П. Чехов» та «Драматургія Чехова»

## Зібрання творів
- Вибрані праці: У 3-х томах. Москва: Держлітвидав, 1955—1956.
  - Т. 1: А. П. Чехов; Наш Пушкін. 1955. 472 с.
  - Т. 2: М. В. Гоголь. 1956. 395 с.
  - Т. 3: Драматургія Чехова; Про радянську літературу. 1956. 566 с.